# Clementine Alberdingk

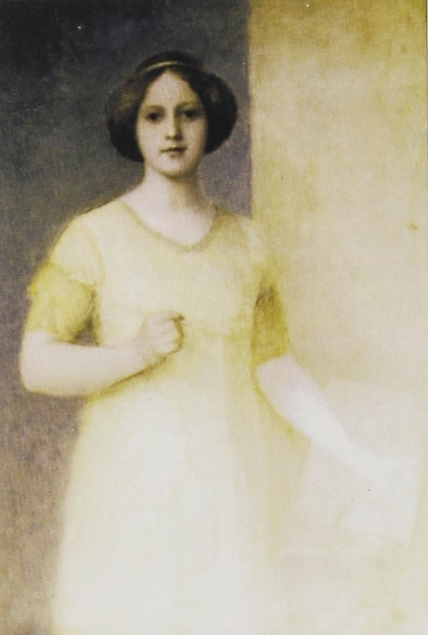
Clementine Alberdingk, porträtiert von Franz Rumpler (1912)

Clementine (Tini, Tintje) Gerhardine Maria Alberdingk, verheiratete Mehl (* 14. Juni 1890 in Klosterneuburg; † 27. November 1966 ebenda), war eine österreichische Malerin und Grafikerin.

## Leben
Clementine Alberdingk war das vierte von fünf Kindern des Fabrikanten Herrmann Josef Alberdingk (1858–1916) und dessen Ehefrau Josepha Johanna Mari Nicolaya Alberdingk, geb. Vermeulen (1862–1932). Ihre Eltern stammten aus Holland und waren nach Klosterneuburg gekommen, um dort eine geerbte Farben- und Firnisfabrik zu übernehmen. Eine der drei Schwestern von Clementine Alberdingk war die Geigerin Ernestine Alberdingk (1892–1961), Ehefrau des Domorganisten Karl Josef Walter.
Clementine Alberdingk besuchte zunächst das Internat des Sacré Coeur Pressbaum, musste aber wegen Ungehorsams als externe Schülerin an eine Einrichtung im 3. Wiener Bezirk wechseln. Die Matura erlangte sie nicht. Ihre künstlerische Ausbildung begann 1906 an der Wiener Malschule von Ferdinand Kruis und Franz Hohenberger. Anschließend setzte sie ihre Studien 1908 an der Reichsakademie in Amsterdam fort. 1910 musste sie aus finanziellen Gründen das Studium abbrechen, während ihre ältere Schwester Hermine Alberdingk (1887–1980) weiter dort studieren konnte, obwohl ihr Interesse an der Kunst weniger ausgeprägt war. Stattdessen erhielt Clementine Alberdingk von 1910 bis 1917 Privatunterricht bei Franz Rumpler, der mit ihrer Familie befreundet war. Er nahm wesentlichen Einfluss auf Alberdingks künstlerische Entwicklung als Bildnismalerin. 1912 porträtierte er sie in Öl.
1911 beschickte Alberdingk die II. Kunstausstellung Klosterneuburger Künstler, wo sie zwei Öl-Porträts zeigte. Ab 1916 arbeitete sie als freischaffende Künstlerin und erhielt erste Aufträge für Bildnisse. Im April 1916 besuchte sie mit ihren Schwestern den Lyriker und Dramatiker Anton Wildgans in seinem Ferienhaus in Steinhaus am Semmering. Nachdem Alberdingk eine Kohlezeichnung von ihm angefertigt hatte, beauftragte er sie mit einem Porträt in Öl, das im August des gleichen Jahres entstand und später Bekanntheit erlangte.
Alberdingk war Mitglied im Verein Heimischer Künstler Klosterneuburgs, ebenso wie ihre Freundinnen, die Malerinnen Emma Bormann, Franziska Wilfer-Horst (1892–1970) und Georgine Altmann-Rinnerer. Zusammen mit Altmann-Rinnerer unternahm Alberdingk häufig Ausflüge in die Klosterneuburger Au, um dort zu malen. Auch mit Lilly Wildgans (1886–1968), der Ehefrau von Anton Wildgans, war Alberdingk befreundet.
1917 besuchte Alberdingk ein Jahr lang die Klasse für dekorative Malerei an der Kunstgewerbeschule in München bei Robert Engels. Während ihre Freundin Emma Bormann dort weiter studierte und später lehrte, ging Alberdingk zurück nach Klosterneuburg. 1920 unternahmen sie und Bormann eine Reise nach Ravenna in Italien. Von 1920 bis 1923 besuchten beide die graphische Lehr- und Versuchsanstalt in Wien bei Alfred Cossmann. 1926/1927 nahm Alberdingk an Ausstellungen der Österreichischen Exlibris-Gesellschaft und der Vereinigung schaffender Künstler „Weisse Insel“ in Wien teil.
1926 heiratete Alberdingk in Wien den Kunstgewerbler und Maler Otto Mehl (* 1899 in Wien; † 1964 in Klosterneuburg). Aus der Ehe ging ein Sohn hervor, der Diplomingenieur Hermann Mehl (* 1932 in Roermond; † 2013 in Klosterneuburg). 1930 ging das Paar aufgrund mangelnder Aufträge nach Holland und fand Anstellung in dem Atelier für christliche Kunst Kunstwerkplaatsen Cuypers & Co in Roermond. Zusammen gestalteten sie farbige Glasfenster für eine Reihe von Kirchen, Klöster und Privatgebäude in Holland.
1937 kehrten Alberdingk und Mehl nach Klosterneuburg zurück. Sie traten beide der NSDAP bei. Während des Zweiten Weltkriegs malte Alberdingk viele Blumenstücke, deren Verkauf zum Lebensunterhalt ihrer Familie beitrug. 1945 flüchtete sie mit ihrem Sohn über Achensee nach Graz. Dort arbeitete sie als Anatomiezeichnerin für Anton Hafferl am Anatomischen Institut. Nach der Entlassung ihres Mannes aus der amerikanischen Kriegsgefangenschaft fand dieser Arbeit in Nassereith, wohin ihm seine Familie 1950 folgte. Nachdem ihr Mann 1964 unerwartet postoperativ verstorben war, lebte Alberdingk bei Angehörigen in Klosterneuburg, wo sie trotz zweier Schlaganfälle weiter malte. Sie starb 1966 im Alter von 76 Jahren.

## Werk

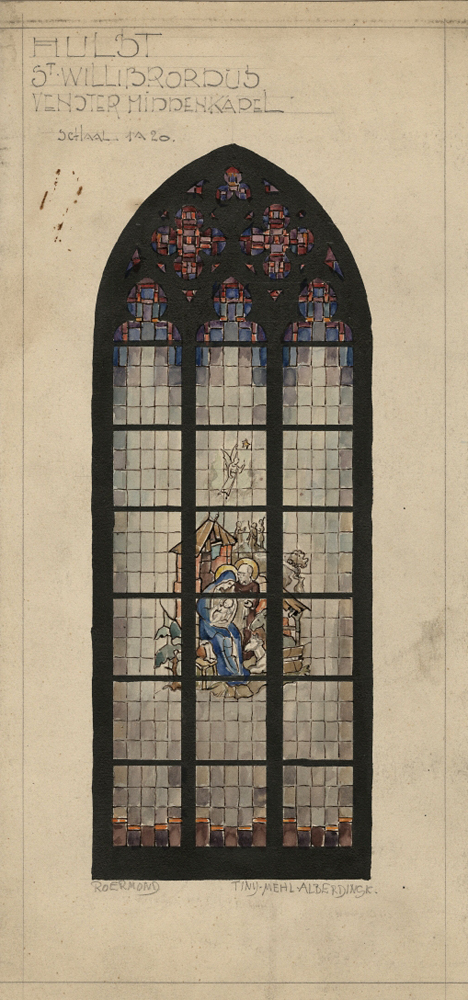
Signierter Entwurf von Clementine Alberdingk für ein Glasfenster in der Willibrordbasilika in Hulst

Clementine Alberdingk war hauptsächlich als Porträtmalerin tätig, sie malte aber auch zahlreiche Blumenstücke. Zusammen mit Otto Mehl gestaltete sie Glasfenster in holländischen Sakralbauten und Privathäusern, unter anderem in Rolduc, Haarlem, Heerlen, Abdissenbosch, Ysselsteyn, Zevenaar, Raalte und Breda. Außerdem entstanden während ihres Aufenthalts in Holland Entwürfe für Wandmalereien und zwei Kreuzwege in Heerlen und Maastricht.
Als Grafikerin schuf sie Skizzen und Zeichnungen (u. a. Porträt-Studien), setzte aber auch Drucktechniken wie Radierung, Linol- und Holzschnitt ein. Dabei entstanden Exlibris, Porträts und Abbildungen von Klosterneuburger Motiven.
Werke von Clementine Alberdingk befinden sich in den Sammlungen des Stadtmuseums Klosterneuburg, des Stiftsmuseums Klosterneuburg und des Diözesanmuseums Wien. Ein Teil ihres Gesamtwerks wurde im Zweiten Weltkrieg zerstört.
Porträts (Auswahl)
- Selbstbildnis, Öl auf Karton, 30 × 40 cm, Ausstellung 1911
- Wolfgang Pauker, 1913, Öl auf Holz, 60 × 42 cm, Stadtmuseum Klosterneuburg
- Anton Wildgans in Steinhaus, Porträt mit Mürzzuschlager Landschaft im Hintergrund, Ölgemälde, 1916
- Propst Josef Kluger, mit Pfarrer Josef Roithammer und Ägid Beyer vor dem Hochaltar der Stiftskirche in Klosterneuburg, Ausstellungen 1921 und 1922 (Wiener Künstlerhaus), Sammlung Stiftsmuseum Klosterneuburg
- Erny Walter-Alberdingk an der Geige, Radierung, signiert und datiert 1923
- Karl Josef Walter, Radierung, signiert und datiert 1923
- Friedrich Gustav Piffl, 1923, Ausstellung 1928, Sammlung Erzdiözese Wien
- Franz Theodor Csokor
- Max Mell

Sonstige Malerei (Auswahl)
- Bild des Strandbades von Klosterneuburg, Sammlung Klosterneuburger Stadtmuseum
- Auffindung des Schleiers durch den hl. Leopold, Leinwand, 98 × 78 cm, Sammlung Stiftsmuseum Klosterneuburg[6]
- Glasfenster für Kloster Rolduc (Cäcilia, David und Gregorius)

Grafische Arbeiten (Auswahl)
- Alberdingk-Quartett, Zeichnung, signiert und datiert 1916
- Exlibris für Walter und Hilde Rössler, 89 × 85 mm
- Exlibris Dr. Gustav Huber, 130 × 95 mm, handsigniert
- Exlibris Severin Schmidt, Chorherr in Klosterneuburg, 126 × 116 mm, handsigniert

## Ausstellungen (Auswahl)
- 1911, 1917, 1920, 1921, 1924, 1928, 1929: Kunstausstellung heimischer Künstler Klosterneuburgs
- 1922: Künstlerhaus Wien
- 1925, 1926: Exlibrisausstellung im Museum für Kunst und Industrie, Österreichische Exlibris-Gesellschaft, Wien
- 1926, 1927: Vereinigung schaffender Künstler „Weisse Insel“
- 1927: Kunstausstellung im Stift Klosterneuburg und Ortsmuseum Klosterneuburg
- 1928: Vereinigung bildender Künstlerinnen Österreichs, Wien
- 1929: Glaspalast Burggarten, Wien
- 1974: Gedächtnisausstellung Clementine Alberdingk, Ernst Michael Wagner, Dr. Emma Bormann, Künstlerbund, Klosterneuburg, Rostockvilla
- 1988: Malerei in Niederösterreich 1918–1988, Niederösterreichisches Dokumentationszentrum für moderne Kunst, Karmeliterhof St. Pölten (mit Katalog)
- 2001: Jugendstil in Klosterneuburg, Stiftsmuseum Klosterneuburg
- 2008: 100 Jahre „Verein Heimischer Künstler“, „Künstlerbund Klosterneuburg“, Stadtmuseum Klosterneuburg